# Richard Gough
Richard Charles Gough (Stockholm , 5 augustus 1962) is een in Zweden geboren voormalig profvoetballer uit Schotland die als centrale verdediger speelde. Hij beëindigde zijn loopbaan op 39-jarige leeftijd bij het Engelse Everton in 2001. Zijn moeder is een Zweedse.

## Clubcarrière
Richard Gough werd gedurende zijn loopbaan als verdediger onder meer tien keer Schots landskampioen als speler van Dundee United (1983) en de traditieclub Glasgow Rangers (negen keer tussen 1987 en 1997). Daarnaast won hij drie Scottish Cups en zes League Cups. Daarmee kan aanvoerder Gough vooral een van de succesvolste spelers in de clubgeschiedenis van Rangers worden genoemd. Tussen 1986 en 1987 speelde Gough op White Hart Lane bij Tottenham Hotspur.
In de Verenigde Staten kwam Gough medio jaren negentig uit voor Kansas City Wizards en San Jose Clash. Tussendoor keerde de verdediger even terug naar de Rangers (1997–1998), maar won toen geen prijzen. San Jose leende hem in 1999 uit aan toenmalig Premier League-club Nottingham Forest. Van 1999 tot 2001 speelde hij voor het Engelse Everton 38 wedstrijden in de Premier League, nadat hij een bod van West Ham United-manager Harry Redknapp afsloeg. Bij Everton speelde hij onder de hoede van een Schotse manager: Walter Smith.
Gough was basisspeler in zijn eerste seizoen op Goodison Park, maar in 2000/01 kwam hij nog tot slechts negen wedstrijden in de Premier League. In 2001 stopte de 39-jarige Gough met voetballen bij Everton.

## Erelijst
| Competitie                |               |                                                                                 |
| Competitie                | Aantal        | Jaren                                                                           |
| Dundee United             | Dundee United | Dundee United                                                                   |
| ------------------------- | ------------- | ------------------------------------------------------------------------------- |
| Scottish Premier Division | 1×            | 1982–83                                                                         |
| Rangers                   |               |                                                                                 |
| Scottish Premier Division | 9×            | 1988–89, 1989–90, 1990–91, 1991–92, 1992–93, 1993–94, 1994–95, 1995–96, 1996–97 |
| Scottish Cup              | 3×            | 1991–92, 1992–93, 1995–96                                                       |
| Scottish League Cup       | 6×            | 1987–88, 1988–89, 1990–91, 1992–93, 1993–94, 1996–97                            |

## Interlandcarrière
Richard Gough speelde 61 interlands in het Schots voetbalelftal. Hij maakte zes interlanddoelpunten en vertegenwoordigde Schotland op drie grote landentoernooien: het wereldkampioenschap voetbal 1986 in Mexico, het wereldkampioenschap voetbal 1990 in Italië en EURO 1992 in Zweden. In zijn tweede thuisland was hij zelfs aanvoerder. Zijn belangrijkste doelpunten maakte Gough in en tegen Cyprus op 8 februari 1989. In het kader van kwalificatie voor het WK 1990 boog Gough eigenhandig een 2–1 achterstand om in een 2–3 overwinning.

### Interlanddoelpunten
| #  | Datum            | Plaats                         | Tegenstander | Uitslag | Competitie             |
| -- | ---------------- | ------------------------------ | ------------ | ------- | ---------------------- |
| 1. | 16 juni 1983     | Commonwealth Stadium, Edmonton | Canada       | 0–3     | Vriendschappelijk      |
| 2. | 25 mei 1985      | Hampden Park, Glasgow          | Engeland     | 1–0     | Rous Cup 1985          |
| 3. | 26 maart 1986    | Hampden Park, Glasgow          | Roemenië     | 3–0     | Vriendschappelijk      |
| 4. | 8 februari 1989  | Tsirionstadion, Limassol       | Cyprus       | 2–3     | Kwalificatie WK 1990   |
| 5. | 8 februari 1989  | Tsirionstadion, Limassol       | Cyprus       | 2–3     | Kwalificatie WK 1990   |
| 6. | 13 november 1991 | Hampden Park, Glasgow          | San Marino   | 2–0     | Kwalificatie Euro 1992 |